# 馬駿朗
馬駿朗（英語：Daniel Ma，1993年1月5日—），被左派報紙“起底”為香港獨立黨秘書長，卻本人未曾親自公開承認，亦有本土派人士指出這是捏造。於雨傘革命時曾發起佔領英國總領事館行動。